# ارمن‌دوست
ارمن‌دوست (به ارمنی:հայասեր)(هایاسر، ترجمه لفظی: «دوست‌دار ارمنیان») به فردی غیرارمنی اطلاق می‌شود که علاقه شدیدی به ارمنستان دارد یا قدردان فرهنگ ارمنی، تاریخ ارمنیان یا ملت ارمنی است. این واژه ممکن است به افرادی اطلاق شود که شور و شوق زیادی نسبت به فرهنگ ارمنی دارند یا از اهداف سیاسی یا اجتماعی مرتبط با ملت ارمنی حمایت می‌کنند.
در دوران جنگ جهانی اول و هم‌زمان با نسل‌کشی ارمنیان، این اصطلاح برای افرادی مانند هنری مورگنتاو به کار رفت که توجه افکار عمومی را به قربانیان کشتار و تبعید جلب کردند و برای پناهندگان کمک جمع‌آوری نمودند. وودرو ویلسون و تئودور روزولت نیز به دلیل حمایتشان از ایجاد ارمنستان ویلسونی به‌عنوان ارمن‌دوست شناخته شده‌اند.

## ارمن‌دوستان برجسته

### گرجستان
طبق نوشته‌های ماتئوس اورهایه‌تسی، مورخ ارمنی قرن دوازدهم، پادشاه گرجی داویت چهارم (حکومت: ۱۰۸۹–۱۱۲۵) بسیار دوست می‌داشت. در دوران حکومت او، اشراف ارمنی استقبال گرمی در قلمرو وی یافتند.

### بریتانیا

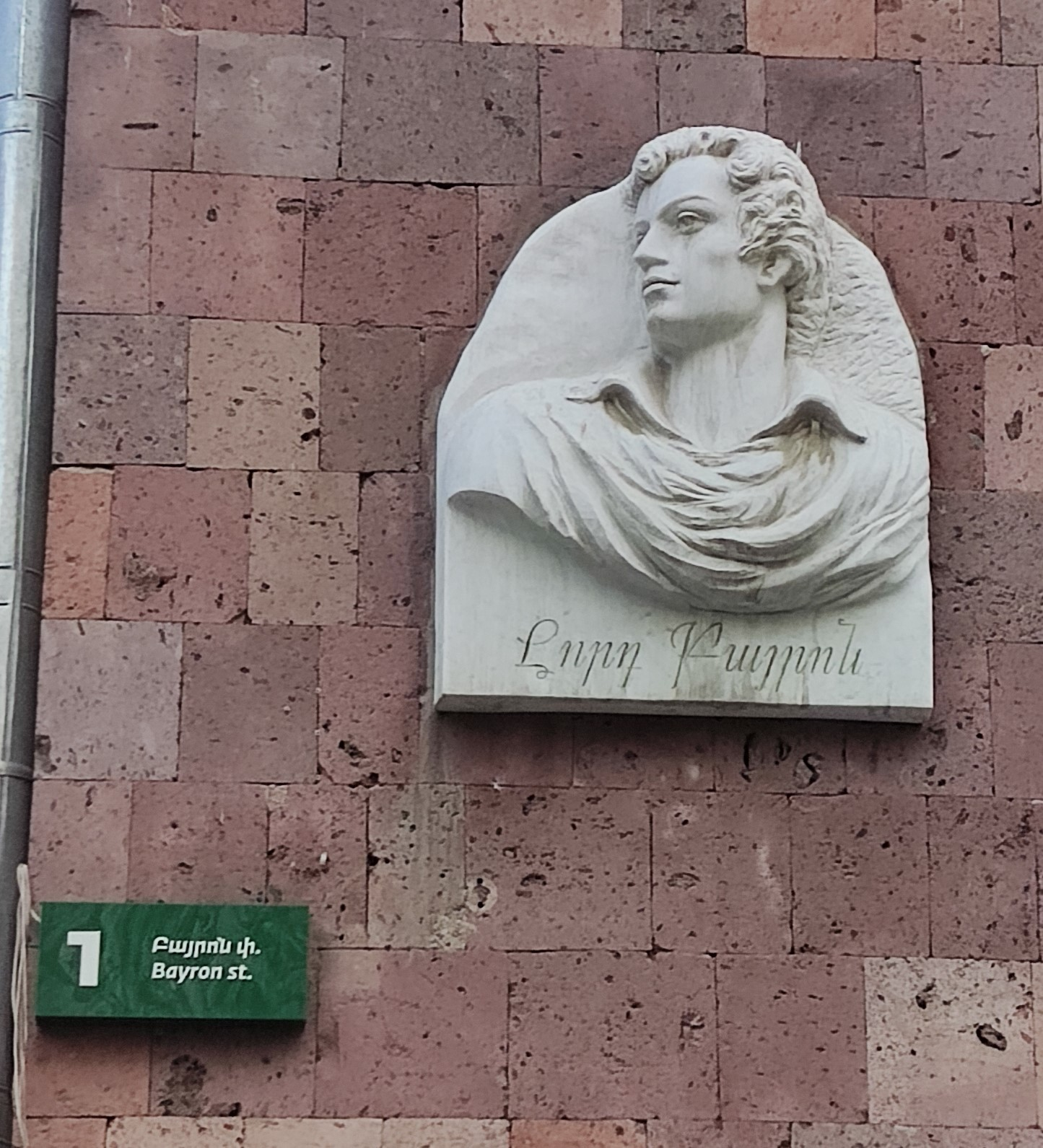
خیابان و پلاک لرد بایرون در ایروان.

شاعر رمانتیک انگلیسی لرد بایرون (۱۷۸۸–۱۸۲۴) علاقه خود را به ملت ارمنی نشان می‌داد.
بایرون به‌عنوان یکی از «اولین مشتاقانی که از ارمنیان حمایت کردند» توصیف شده است. او از اواخر سال ۱۸۱۶ تا اوایل سال ۱۸۱۷ در جزیره سن لازارو، جزیره‌ای کوچک در ونیز که میزبان یک صومعه مهم ارمنی کاتولیک است، اقامت داشت.
بایرون به اندازه‌ای زبان ارمنی را آموخت که بتواند بخش‌هایی از ارمنی کلاسیک را به انگلیسی ترجمه کند. او دو کتاب با عناوین گرامر انگلیسی و ارمنی (منتشرشده در ۱۸۱۷) و گرامر ارمنی و انگلیسی (منتشرشده در ۱۸۱۹) تألیف کرد که شامل نقل‌قول‌هایی از ارمنی کلاسیک و مدرن بودند.
بایرون به‌عنوان برجسته‌ترین بازدیدکننده این جزیره شناخته می‌شود. اتاقی که او در آن به مطالعه می‌پرداخت، اکنون به نام او نام‌گذاری شده و توسط راهبان گرامی داشته می‌شود.
دانشور، حقوق‌دان، تاریخ‌نگار و سیاستمدار لیبرال بریتانیایی جیمز برایس (۱۸۳۸–۱۹۲۲) دو بار از سرزمین‌های ارمنی دیدن کرد (در سال‌های ۱۸۷۶ و ۱۸۸۰). در سال ۱۸۷۶، او از کوه آرارات، نماد ملی ارمنستان، بالا رفت. در جریان کشتارهای حمیدیه و نسل‌کشی ارمنیان، او برجسته‌ترین حامی ارمنیان در بریتانیا بود.
سخنرانی او در تاریخ ۶ اکتبر ۱۹۱۵ در پارلمان بریتانیا دربارهٔ نسل‌کشی، در کتاب فجایع ارمنی: قتل یک ملت نوشته آرنولد توینبی گنجانده شده است. توینبی اسناد برایس (عمدتاً شامل شهادت‌های شاهدان عینی) دربارهٔ نسل‌کشی را با عنوان رفتار با ارمنیان در امپراتوری عثمانی، ۱۹۱۵–۱۹۱۶ ویرایش کرده است. برایس در سال ۱۹۱۸ مقاله‌ای با عنوان «آینده ارمنستان» در مجله معاصر انگلستان نوشت.
نخست‌وزیر لیبرال بریتانیا ویلیام اوارت گلدستون (۱۸۰۹–۱۸۹۸)، در جریان کشتارهای حمیدیه در یک سخنرانی در سال ۱۸۹۵، اظهار داشت: «خدمت به ارمنستان، خدمت به تمدن است.»

## جاهای دیگر
میسیونر پروتستان، یوهانس لپسیوس (۱۸۵۸–۱۹۲۶)، به‌عنوان «آلمانی که بیش از همه دربارهٔ ارمنی‌ها می‌دانست، چرا که از اواخر قرن نوزدهم و از زمان کشتار ارمنی‌ها توسط سلطان عبدالحمید، به‌شدت از آرمان آن‌ها حمایت می‌کرد» توصیف شده است.

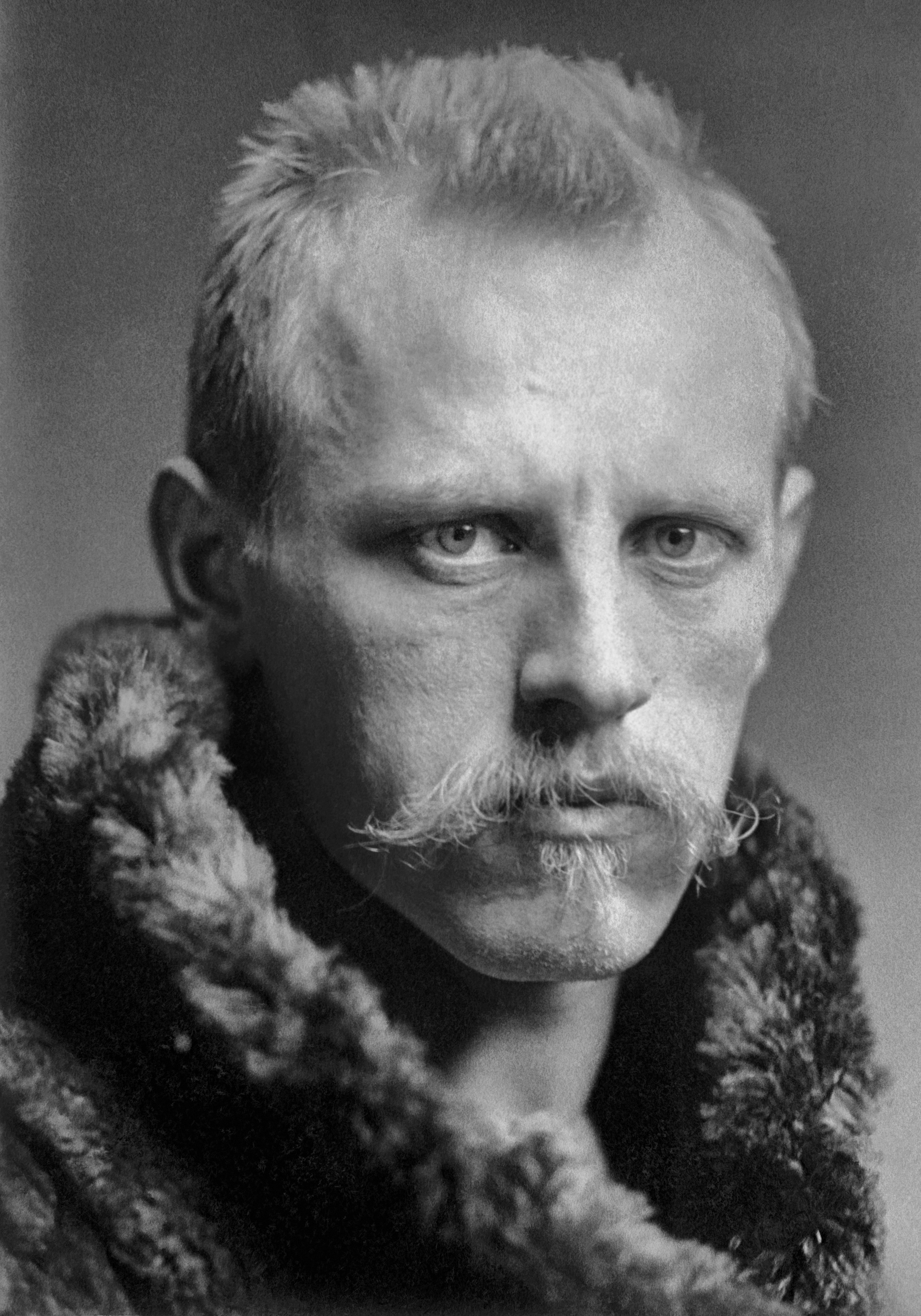
برنده جایزه صلح نوبل، فریتیوف نانسن، از وضعیت ارمنیان در پی نسل‌کشی ارمنی‌ها حمایت کرد.

یکی از نویسندگان، رئیس‌جمهور ایالات متحده تئودور روزولت (۱۸۵۸–۱۹۱۹) را به‌عنوان «یک ارمنی‌دوست مشتاق» توصیف کرده است.
فریتیوف نانسن (۱۸۶۱–۱۹۳۰)، کاوشگر نروژی، به‌عنوان «دوست ملت ارمنی» به دلیل کارهایش در دهه ۱۹۲۰ برای کمک به پناهندگان ارمنی، که بسیاری از آن‌ها بازماندگان نسل‌کشی بودند، شناخته شده است. نانسن از پناهندگان ارمنی برای دریافت پاسپورت نانسن که امکان سفر آزادانه به کشورهای مختلف را فراهم می‌کرد، حمایت کرد. نانسن کتابی به نام ارمنستان و خاور نزدیک در سال ۱۹۲۳ نوشت که همدلی او با وضعیت ارمنی‌ها پس از از دست دادن استقلال‌شان به اتحاد جماهیر شوروی را شرح می‌دهد. پس از بازدید از ارمنستان، نانسن دو کتاب دیگر به نام‌های «در سراسر ارمنستان» که در سال ۱۹۲۷ منتشر شد و «از قفقاز تا ولگا» نوشت.
ایلاریون ورونتسوف-داشکوف (۱۸۳۷–۱۹۱۶)، یکی از نمایندگان برجستهٔ خانوادهٔ ورونتسوف، به همراه همسرش الیزاوتا آندریونا شوالوا به عنوان ارمن‌دوست شناخته شده‌اند. به حدی ارمن‌دوست بودند که در سال ۱۹۱۵ شورای وزیران روسیه استدلال کرد که داشکوف به عنوان معاون‌السلطنهٔ قفقاز، منافع روسیه را فدای منافع ارمنی کرده است.
پیو یاووروف، شاعر نمادگرایی بلغاری، در سال ۱۸۹۶ شعری به نام «ارمنی‌ها» نوشت که از غم و دشواری‌هایی که در پناهندگان ارمنی در بلغارستان می‌دید الهام گرفته بود. به همین دلیل، در سال ۱۹۶۶ یک مدرسه در ایروان به نام او نامگذاری شد.
اسیپ ماندلشتام (۱۸۹۱–۱۹۳۸)، شاعر و مقاله‌نویس یهودی روسی، به عنوان یک ارمن‌دوست توصیف شده است.

## معاصر
در قرن ۲۱، چندین سیاستمدار در غرب به دلیل فعالیت‌هایشان در جهت به رسمیت شناختن نسل‌کشی ارمنی‌ها و حمایت از آرتساخ (قره‌باغ کوهستانی) به عنوان ارمن‌دوست توصیف شده‌اند. از جمله بارونس کارولین کاکس (متولد ۱۹۳۷)، عضو مجلس اعیان بریتانیا آدام شیف (متولد ۱۹۶۰)، نمایندهٔ کنگره ایالات متحده از کالیفرنیا و دموکرات و والری بوایه (متولد ۱۹۶۲)، نمایندهٔ مجلس ملی فرانسه از حزب جمهوری‌خواهان.

## شناسایی در ارمنستان
شخصیت‌های برجستهٔ ارمن‌دوست به روش‌های مختلفی در ارمنستان شناخته شده‌اند: یک خیابان در ایروان و یک مدرسه در گیومری به نام بایرون؛ یک پارک، یک مدرسه و یک مجسمهٔ نانسن در ایروان؛ خیابان برایس در ایروان جزو اماکنی هستند که به نام ارمن‌دوستان نام‌گذاری شده‌اند.